# Benjamin Tucker
Benjamin Ricketson Tucker (17 april 1854 – 22 juni 1939) was een Amerikaans 19e-eeuws vertegenwoordiger van het individualistisch anarchisme. Verder was hij de uitgever van het anarchistische tijdschrift Liberty (1881 – 1908) en een lid van de Eerste Internationale.
- Bibliothèque nationale de France: cb12198626r (data)
- Catàleg d'autoritats de noms i títols de Catalunya: 981058524613206706
- CiNii: DA04744950
- Gemeinsame Normdatei: 123100003
- International Standard Name Identifier: 0000 0000 8254 8037
- Library of Congress Control Number: n50012630
- Nationale Bibliotheek van Tsjechië: vse2010585836
- Nationale bibliotheek van Australië: 35557360
- Nationale Bibliotheek van Israël: 987007463503805171
- Nederlandse Thesaurus van Auteursnamen: 074291890
- Réseau des bibliothèques de Suisse occidentale: 02-A003914168
- Istituto Centrale per il Catalogo Unico: SBLV305934
- SNAC: w6k09x9q
- Système universitaire de documentation: 030604508
- Trove: 995136
- Virtual International Authority File: 67365108
- WorldCat: E39PBJm4MKTBt4wgdfk3CvdJDq